# Vargabeles
Vargabeles - ciasto deserowe, danie kuchni węgierskiej. Odmiana strudla, przekładanego ugotowanym makaronem, zmieszanym z twarogiem, jajkami, cukrem, kwaśną śmietaną i rodzynkami.